# Platanthera holmboei
Platanthera holmboei es una especie de orquídea de hábito terrestre originaria del este del Mediterráneo.

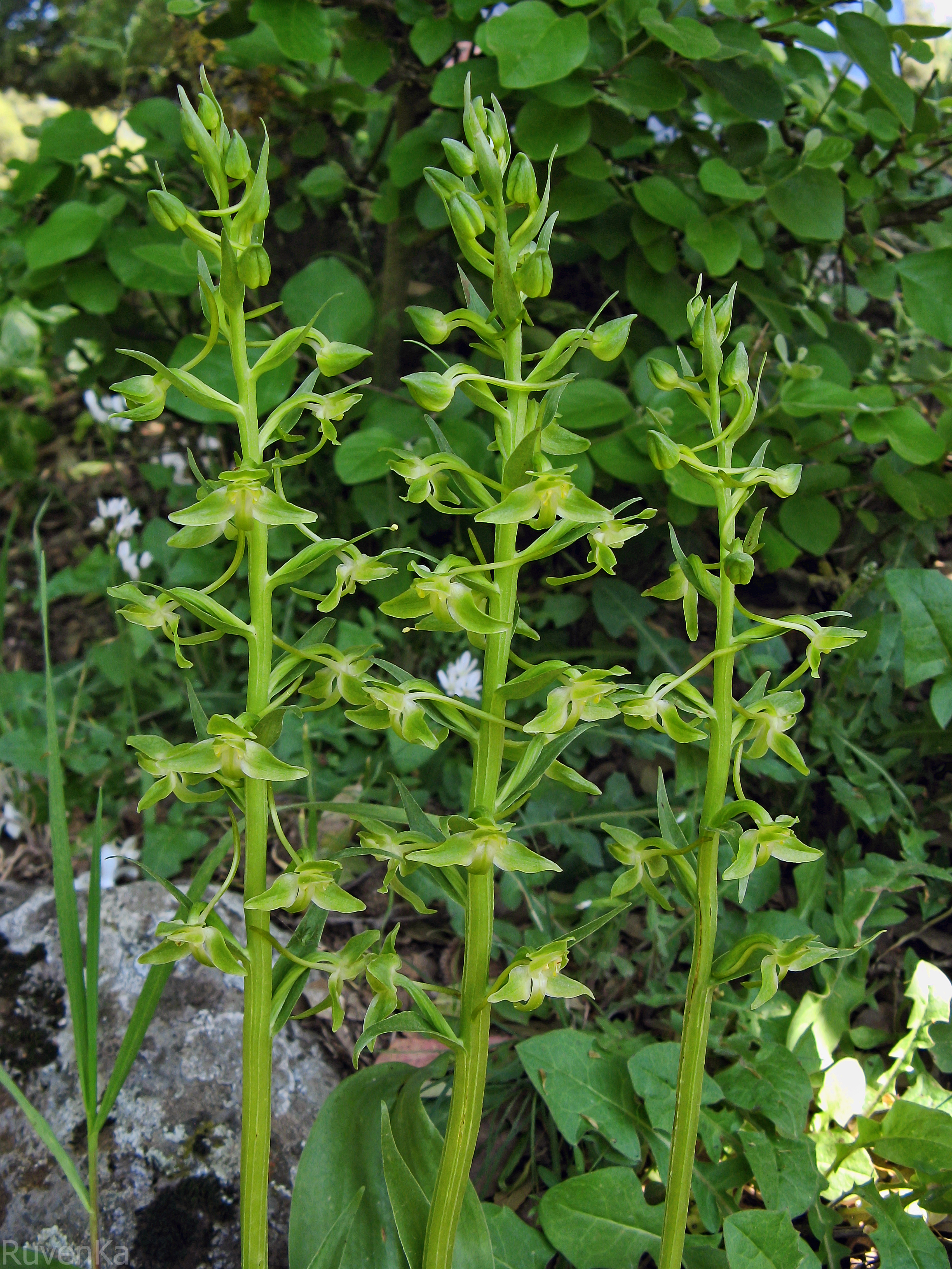
Vista de la planta

## Descripción
Las especies de Platanthera se distinguen de las de Orchis y de las de Habenaria, por la ausencia de procesos estigmáticos, al poseer un espolón nectarífero para atraer a los insectos polinizadores. Otra característica diferenciadora es la de sus raíces tubérculos ovoideas.  
Platanthera holmboei, se encuentra en las islas orientales del Egeo, y en Chipre, Turquía, Líbano, Siria, Israel y Jordania en matorrales y bosques de pinos en la sombra a una altitud de hasta 2000 metros. Es una orquídea de  tamaño pequeño a mediano, que prefiere el clima templado a frío, de hábito terrestre presenta de 1 a 4 hojas basales que florece en la primavera en una inflorescencia erecta de 15 a 40 cm de largo, con 25 flores.

## Taxonomía
Platanthera holmboei fue descrita por Harald Lindberg y publicado en Arsbok-Vuosikirja. Societas Scientiarum Fennica 20(B 7): 5. 1942.
Etimología
Platanthera:  nombre genérico que deriva del griego y se refiere a la forma de las anteras de las flores ("flores con anteras grandes, planas"). 
holmboei: epíteto otorgado en honor del botánico noruego Jens Holmboe.
Sinonimia
- Platanthera chlorantha ssp. holmboei (H.Lindb.) J.J.Wood
- Platanthera montana ssp. holmboei (H.Lindb.) Ströhle[3]